# Anastasija Veremejenko
Anastasija Vladimirovna Veremejenko (Russisch: Анастасия Владимировна Веремеенко) (Wit-Russisch: Анастасія Уладзіміраўна Верамеенка) (Kohtla-Järve, 10 juli 1987), is een Wit-Russisch professioneel basketbalspeler die uitkomt voor het nationale team van Wit-Rusland.

## Carrière
Veremejenko begon haar carrière in 2001 bij RUOR Minsk. In 2005 ging ze spelen bij Nadezjda Orenburg in Rusland. Met die club verloor Veremejenko de finale van de EuroCup Women van Sony Athinaikos Byron uit Griekenland. De eerste wedstrijd verloren ze met 57-65. De tweede wedstrijd wonnen ze met 57-53. In 2012 ging Veremejenko spelen voor Fenerbahçe in Turkije. Met die club werd ze Landskampioen van Turkije in 2013. In 2014 stapte ze over naar Horizont Minsk. Na één seizoen keerde Veremejenko terug bij Fenerbahçe waarmee ze in 2016, 2018 en 2019 weer landskampioen werd en in 2016 en 2019 de Turkse beker won. In 2019 stapte Veremejenko over naar Nadezjda Orenburg. In 2020 keerde ze terug bij Horizont Minsk.
Met Wit-Rusland speelde Veremejenko op de Olympische Zomerspelen in 2008 en 2016. Ook speelde ze op het het Wereldkampioenschap in 2010 en 2014. Op het Europees Kampioenschap van 2007 won ze brons.

## Privé
Veremejenko heeft een broer, Vladimir Veremejenko die ook basketballer is. In juni 2014 trouwde ze met een Wit-Russische basketballer Dmitry Poleshchuk. Samen kregen ze in november 2014 een dochter.

## Erelijst
- Landskampioen Wit-Rusland:
  - Tweede: 2015, 2020
- Bekerwinnaar Wit-Rusland: 2
  - Winnaar: 2015, 2020
- Landskampioen Rusland:
  - Derde: 2010, 2011, 2012, 2020
- Bekerwinnaar Rusland:
  - Runner-up: 2011, 2012
- Landskampioen Turkije: 4
  - Winnaar: 2013, 2016, 2018, 2019
- Bekerwinnaar Turkije: 2
  - Winnaar: 2016, 2019
- Presidentsbeker: 2
  - Winnaar: 2013, 2014
- EuroLeague Women:
  - Runner-up: 2013, 2014, 2017
- EuroCup Women:
  - Runner-up: 2010
- Europees Kampioenschap:
  - Brons: 2007